# Ліщане
Ліщане (рос. Лещаное) — село у Воробйовському районі Воронезької області Російської Федерації.
Населення становить 1062 особи. Входить до складу муніципального утворення Воробйовське сільське поселення.

## Історія
Населений пункт розташований у межах українського історико-культурного регіону Східної Слобожанщини. До Перших визвольних змагань належав до Воронезької губернії.
Від 1928 року належить до Воробйовського району, спочатку в складі Центрально-Чорноземної області, а від 1934 року — Воронезької області.
Згідно із законом від 15 жовтня 2004 року входить до складу муніципального утворення Воробйовське сільське поселення.

## Населення
| 2010 | 2012  | 2013  | 2014  |
| ---- | ----- | ----- | ----- |
| 1176 | ↘1129 | ↘1093 | ↘1062 |